# Irresistible (The Corrs-sang)
"Irresistible" er en sang af det keltiske folkrockband The Corrs. Den blev udgivet d. 13. november 2000 som den anden single fra deres tredje studiealbum In Blue (2000). "Irresistible" blev skrevet af The Corrs i samarbejde med den berømte musikproducer Robert John "Mutt" Lange, der også producerede sangen.
"Irresistible" er en pop og poprocksang, hvis tekst handler om ønsket om livslang kærlighed. Den modtog blandede anmeldelser fra musikkritikere; nogle kaldte den et pophit, mens andre mente det var en lidt tam sang. Sangen bkev en moderat succes og nåede top 10 i Belgien og New Zealand, mens den nåede top 20 i Storbritannien og top 40 i flere andre lande.

## Baggrund og udgivelse
"Irresistible" blev udgivet som den anden single fra albummet In Blue (2000) d. 13. nNovember 2000. Singlen inkluderede "Irresisistible" og en live akustisk version af "At Your Side" på vinyludgavens, mens CD-Maxien inkluderede begge sange og en live akustisk version af "Somebody for Someone." I lighed med "Breathless", blev "Irresistible" skrevet af The Corrs (Andrea, Caroline, Sharon og Jim) i samarbejde med Robert "Mutt" Lange, som også producerede sangen.
"Irresistible" er en pop og poprockang. Sangens tekst handler om en kvinde, der ønsker livslang kærlighed med seksuelle undertoner som "Don’t want you for the weekend/ Don’t want you for a day." I omkvædet synges "You're irresistible - natural, physical." Sangen var inkluderet i opsamlingsalbummet Best of The Corrs (2001).

## Modtagelse

### Kritikernes respons
Sangen modtog blandede anmeldelser af musikkritikerne. David Beamish fra DVDactive kaldte sangen "An obvious candidate for a single as with the rest of the album." Jake C. Taylor fra Sputnikmusic kaldte den et "poppet hit." Jane Stevenson fra Jam! betragtede "Irresistible" som "en af albummets svagere sange." Chris Charles fra BBC News skrev at sangen "looks like the Ivor Novello's on hold for another year, then."

### Kommerciel succes
"Irresistible" opnåede ikke den samme succes som den foregående single "Breathless, men formåede dog at toppe i top 20 i nogle lande. Sangen nåede endnu højere på de belgiske hitlister (Flandern og Wallonien), hvor den toppede som #3 på den første og #6 på sidstnævnte. I Storbritannien nåede sangen #20 på UK Singles Chart, og blev dermed gruppens syvende top 20-single. På Irish Singles Chart debuterede sangen som #30. I Frankrig nåede singlen ind i top 40, hvor den toppede som #39 d. 17. februar 2001.
I New Zealand nåede sangen ind i top 10. Den debuterede på RIANZ-hitlisten som #44 d. 14. november 2000, men røg ud af listen den følgende uge. Den kom endnu engang på hitlisten som #51 d. 10. december 2000, og toppede som #8 d. 28 januar 2001. I Australien kom sangen ind som #39 på ARIA Singles Chart d. 11. november 2000. Den 17. december 2000 sprang singlen op til #28, hvilket blev dens højeste placering i første omgang. Den røg ud af hitlisten som #50 d. 14. januar 2001, men kom dog tilbage på hitlisten d. 28. januar 2001 som #27, hvilket blev dens højeste placering.

## Spor
1. "Breathless" (Albumversion)
2. "At Your Side" (Live akustisk)
3. "Somebody for Someone" (Non-album track)

## Hitlister
| Hitliste                          | Højeste placering |
| --------------------------------- | ----------------- |
| Australian ARIA Singles Chart     | 27                |
| Belgium Singles Top 50 (Flanders) | 3                 |
| Belgium Singles Top 50 (Wallonie) | 6                 |
| Denmark Singles Chart             | 68                |
| French Singles Chart              | 39                |
| German Singles Chart              | 68                |
| Irish Singles Chart               | 30                |
| Netherlands Mega Single Top 100   | 79                |
| New Zealand Singles Chart         | 8                 |
| Swedish Singles Chart             | 37                |
| Swiss Singles Chart               | 47                |
| UK Singles Chart                  | 20                |